# Beuvraignes
Beuvraignes – miejscowość i gmina we Francji, w regionie Hauts-de-France, w departamencie Somma.
Według danych na rok 1990 gminę zamieszkiwało 610 osób, a gęstość zaludnienia wynosiła 42 osoby/km² (wśród 2293 gmin Pikardii Beuvraignes plasuje się na 459. miejscu pod względem liczby ludności, natomiast pod względem powierzchni na miejscu 212.).